# Astacilla serrata
Astacilla serrata là một loài chân đều trong họ Arcturidae. Loài này được Nunomura miêu tả khoa học năm 1998.